# Stephen Hyde
Stephen Hyde (* 10. März 1987) ist ein ehemaliger US-amerikanischer Cyclocrossfahrer.

## Sportlicher Werdegang
Als Jugendlicher fuhr Hyde BMX, im Alter von 17 Jahren fing er mit Mountainbikerennen an. Da ihm eine Hochschul-Ausbildung aufgrund einer Lernbehinderung verwehrt war, arbeitete er als Fahrradmechaniker und fuhr Amateurrennen, wobei er öfter den Wohnort wechselte. Er setzte sich das Ziel, Cyclocross-Profi zu werden, und erreichte dies Ende 2012 beim Team JAM Fund.
Im Laufe seiner Karriere erzielte Hyde zwischen 2013 und 2019 über 30 Siege bei UCI-registrierten Rennen; insbesondere war er 2016 und 2017 Panamerika-Meister und von 2017 bis 2019 dreimal in Folge US-Meister. Seine beste Platzierung bei einer Weltmeisterschaft war der 16. Rang 2020, im UCI-Cyclocross-Weltcup gelangte er beim Rennen von Iowa City 2016 einmalig unter die besten Zehn. Anfang 2022 beendete er seine aktive Karriere. Einige Monate später wurde er vom US-amerikanischen Verband als Cyclocross-Nationaltrainer angestellt.

## Erfolge
2015/2016
 Panamerika-Meisterschaften
2016/2017
 Panamerika-Meister
 US-Meister
2017/2018
 Panamerika-Meister
 US-Meister
2018/2019
 US-Meister